# Lièvre coréen
Lepus coreanus
Espèce
Répartition géographique
Statut de conservation UICN

 LC  : Préoccupation mineure
Le Lièvre coréen (Lepus coreanus) est une espèce de mammifères de la famille des Léporidés. Le Lièvre coréen se rencontre dans la péninsule coréenne et les régions voisines du Nord-Est de la Chine. Il est présent dans des habitats variés dans son aire de répartition allant des forêts de montagne isolées aux terres cultivées.

## Description
Un lièvre coréen adulte pèse entre 2,1 et 2,6 kg et a une longueur de corps de 45 à 54 cm. La queue mesure généralement 2 à 5 cm de longueur et les oreilles mesurent 7,6 à 8,3 cm de long. Le Lièvre coréen est un lièvre relativement gros et avec un pelage dorsal plus foncé que les autres lièvres de l'Est de l'Asie. La couleur de son pelage gris se modifie très peu en fonction des saisons.

## Taxonomie
Le Lièvre coréen a été décrit pour la première fois en 1892 par le mammalogiste britannique Oldfield Thomas (1858-1929). Cinq autres espèces de lièvres du genre Lepus sont présentes en Asie orientale : le Lièvre chinois (L. sinensis), le Lièvre variable (L. timidus), le Lièvre mandchou (L. mandshuricus ), le Lièvre du Japon (L. brachyurus) et le Lièvre brun (L. capensis). 
En 1974, le Lièvre coréen était considéré comme une sous-espèce de L. brachyurus et, en 1978, une sous-espèce de L. sinensis. En 2005, il a été fusionné dans L. timidus sur la base du séquençage du gène du Cytochrome b cependant une étude de l'ADN mitochondrial (ADNmt) publiée en 2010 a montré que le Lièvre coréen est une espèce valide sous le nom L. coreanus,.

## Répartition
Le Lièvre coréen est une espèce de lièvre endémique de Corée et de la province de Jilin dans le Nord-Est de la Chine,. On le trouve dans les plaines, dans les garrigues et dans les régions montagneuses. Les densités varient d'aucun individu sur les terres cultivées côtières à quatre individus par kilomètre carré dans les collines et cinq par kilomètre carré dans les montagnes. Une étude dans le parc national de Jirisan en Corée du Sud a révélé que son abondance augmentait proportionnellement à la densité de la couverture de broussailles dans son habitat.

## Conservation
L'UICN, dans sa Liste rouge des espèces menacées, répertorie le Lièvre coréen comme étant de « moindre préoccupation ». En effet, bien que la tendance de la population soit inconnue, ce lièvre semble être une espèce commune sans menaces spécifiques identifiées. Il a été signalé qu'il endommageait les cultures d'orge dans les contreforts de la province du Gyeongsang du Sud, et arrachait l'écorce et tuait les pêchers dans la province du Jeolla du Sud, tous deux en Corée du Sud. Le ministère de l'Environnement de Corée du Sud l'a désigné comme espèce candidate en voie de disparition en 2018.